# バヌアツの国旗
バヌアツの国旗は、1980年2月13日に制定された。
1980年にバヌア・アク党の指導により独立した際、党旗の色から国旗の色（赤・緑・黄・黒）を選んだ。
緑は国土の豊かさ、赤は猪と人間の血および太陽、黒はメラネシア人をそれぞれ象徴している。
黒を目立たせる黄色の縁取りは、当時の首相の要望で追加された。黄色の Y 字はこの太平洋の島々でのゴスペルの光を表している (バヌアツは 75% の国民がキリスト教徒)。黒地の中の紋章は、この諸島で繁栄の象徴として装飾に使われる猪の牙と、ナメーレ (namele) という原生シダの葉。この葉は平和の象徴とされ、39 枚の複葉がバヌアツ議会の39議席を示している。

? 軍艦旗
大統領旗
?現在の国旗（縦横比2:3の別タイプ）

## 歴史的な旗

?フランス領部分の旗（1889年–1906年）
?フランス領部分の旗（1906年–1980年）
?イギリス領部分の旗（1906年–1952年）
?イギリス領部分の旗（1952年–1980年）
?イギリス領の総督旗（1906年–1952年）
?イギリス領の総督旗（1952年–1980年）
? ニューヘブリディーズ時代の旗（1963年）
? ニューヘブリディーズ時代の旗（1966年）